# Hold My Hand (chanson de Jess Glynne)
Pour les articles homonymes, voir Hold My Hand.
Singles de Jess Glynne
Real Love
(2014)
Hold My Hand est une chanson de la chanteuse britannique Jess Glynne. Le titre est écrit par Jack Patterson, Janee Bennett, Ina Wroldsen et Glynne.

## Classements
| Classements (2015)              | Meilleure position |
| ------------------------------- | ------------------ |
| Australie (ARIA)                | 31                 |
| Belgique (Flandre Ultratip 100) | 44                 |
| Israël (Media Forest)           | 1                  |
| Irlande (IRMA)                  | 9                  |
| Écosse (OCC)                    | 1                  |
| Royaume-Uni (UK Singles Chart)  | 1                  |